# Žan Zaletel
Žan Zaletel né le 16 septembre 1999 en Slovénie est un footballeur slovène qui évolue au poste de défenseur central au Viborg FF.

## Biographie

### En club
Žan Zaletel est formé par le NK Bravo, club avec lequel il commence sa carrière professionnelle. Il joue son premier match en professionnel le 29 octobre 2017 face au NK Fužinar (en). Il est titularisé au poste de milieu défensif et son équipe s'impose par quatre buts à zéro ce jour-là.
Le 6 juin 2018, Žan Zaletel s'engage en faveur du NK Celje. Il joue son premier match sous ses nouvelles couleurs le 20 juillet 2018, face au NK Aluminij, pour le compte de la première journée de la saison 2018-2019. Il est titularisé et son équipe est battue par deux buts à un.
Zaletel remporte le premier titre de sa carrière en étant sacré Champion de Slovénie en 2019-2020.
Le 11 juillet 2022, Žan Zaletel rejoint le Danemark pour s'engager en faveur du Viborg FF. Il signe un contrat de trois ans, soit jusqu'en juin 2025.
Il joue son premier match sous ses nouvelles couleurs le 17 juillet 2022, à l'occasion de la première journée de la saison 2022-2023 de Superligaen, contre l'Aalborg BK. Il entre en jeu à la place d'Ibrahim Said et son équipe s'impose (2-1 score final).

### En sélection
Žan Zaletel compte deux sélections avec l'équipe de Slovénie des moins de 17 ans.
Il joue son premier match avec l'équipe de Slovénie espoirs le 22 mars 2019 contre la Géorgie. Il est titularisé et son équipe s'incline par trois buts à zéro.

## Palmarès
NK Celje
- Championnat de Slovénie (1) :
  - Champion : 2019-20.